# Нептун (фонтан, Санкт-Петербург)
Фонтан «Нептун» — памятник архитектуры русского классицизма.
Изначально был сооружён мастером Генри Грауэром в 1809 году по идее архитектора Тома де Томона. Был установлен на шестнадцатой версте Царскосельской дороги, у деревни Каменки.
Фонтан сделан из блоков серого и розового гранита. Имеет вид стилизованной под античность стелы, стоящей на высоком ступенчатом пьедестале. Входил в группу созданных на Царскосельской дороге фонтанов, которые объединял единый замысел: чем дальше от города, тем фонтан был выше и его образ сложнее. Другие фонтаны группы — фонтан со сфинксами у Пулковской горы и фонтан в сквере у Казанского собора; также, как и последний, фонтан на Сенной площади украшен маскароном Нептуна (и весьма схож с ним по композиции), но здесь лицевая часть дополнена рельефными изображениями трезубца и стилизованного дельфина, из пасти которого льётся вода.
Фонтан несколько раз переносили — сначала на площадь Восстания в сквер на месте снесённой церкви Входа Господня в Иерусалим, к 1945 году фонтан был поставлен в Московском парке победы, сначала к Фигурному пруду, где на его месте в 1958 году установили бюст В. И. Ленину, потом к Малому пруду, где он не был связан ни пропорциями, ни внешним видом со своим окружением. После 1981 года фонтан был разобран и хранился в фондах Государственного музея городской скульптуры, к празднованию 300-летия города был восстановлен на Сенной площади, но быстро вышел из строя; был заново запущен только в 2010 году.